# Erigeron eriocalyx
Erigeron eriocalyx là một loài thực vật có hoa trong họ Cúc. Loài này được (Ledeb.) Vierh. mô tả khoa học đầu tiên năm 1906.